# Coupe des îles Féroé de football 2022
Navigation
Løgmanssteypið 2021 Løgmanssteypið 2023
La Coupe des Îles Féroé 2022 de football est la 68e édition de la Løgmanssteypið (Trophée du Premier Ministre) et a été créée en 1955. Le tenant du titre est le B36 Tórshavn.
La finale du tournoi se dispute à Tórshavn au stade Tórsvøllur.

## Qualification européenne
Le vainqueur de la Coupe des îles Féroé est qualifié pour le premier tour de qualification de la Ligue Europa Conférence 2023-2024. S'il est déjà qualifié pour cette compétition via la Betrideildin, le championnat offre une place européenne supplémentaire.

## Format
Prenant place entre les mois d'avril et d'octobre 2022, la compétition se décompose en cinq phases allant du premier tour jusqu'à la finale. Seules les équipes premières participent à la compétition.

## Clubs participants
| \| EBS 07V B36 HB B68 ÍF KÍ NSÍ TB VÍK SÍF B71 HOY ROY SUð MB UFF AB \| Localisation des clubs engagés dans la coupe nationale 2022. |
| EBS 07V B36 HB B68 ÍF KÍ NSÍ TB VÍK SÍF B71 HOY ROY SUð MB UFF AB                                                                    |

- 07 Vestur - Betrideildin
- AB Argir - Betrideildin
- B36 Tórshavn - Betrideildin Tenant du Titre
- B68 Toftir - Betrideildin
- EB/Streymur - Betrideildin
- HB Tórshavn - Betrideildin
- KÍ Klaksvík - Betrideildin
- NSÍ Runavík - Betrideildin
- Skála ÍF - Betrideildin
- Víkingur Gøta - Betrideildin
- B71 Sandoy - 1.deild
- ÍF Fuglafjørður - 1.deild
- TB Tvøroyri - 1.deild
- Undrið FF - 1.deild
- FC Hoyvík - 2.deild
- FC Suðuroy - 2.deild
- Royn Hvalba - 3.deild
- MB Miðvágur - 3.deild

## Résultats

### Premier tour
Quatre clubs engagés prennent part au premier tour. les quatorze équipes restantes passent directement en huitièmes de finale.
| Date         | Équipe 1   | Résultat | Équipe 2    |
| ------------ | ---------- | -------- | ----------- |
| 3 avril 2022 | FC Suðuroy | 5 - 0    | Royn Hvalba |
| 4 avril 2022 | FC Hoyvík  | 8 - 0    | MB Miðvágur |

### Huitièmes de finale
| Date          | Équipe 1        | Résultat | Équipe 2     |
| ------------- | --------------- | -------- | ------------ |
| 14 avril 2022 | Skála ÍF        | 0 - 3    | KÍ Klaksvík  |
| 14 avril 2022 | HB Tórshavn     | 9 - 1    | FC Suðuroy   |
| 14 avril 2022 | NSÍ Runavík     | 1 - 4    | B36 Tórshavn |
| 14 avril 2022 | TB Tvøroyri     | 4 - 0    | FC Hoyvík    |
| 14 avril 2022 | ÍF Fuglafjørður | 4 - 0    | B71 Sandoy   |
| 14 avril 2022 | Víkingur Gøta   | 4 - 0    | Undrið FF    |
| 14 avril 2022 | AB Argir        | 4 - 2ap  | B68 Toftir   |
| 14 avril 2022 | EB/Streymur     | 2 - 4ap  | 07 Vestur    |

### Quarts de finale
Le tirage au sort a eu lieu le 26 avril 2022 à Tórshavn au siège de la Fédération.
| Date        | Équipe 1     | Résultat | Équipe 2        |
| ----------- | ------------ | -------- | --------------- |
| 18 mai 2022 | KÍ Klaksvík  | 3- 0     | ÍF Fuglafjørður |
| 18 mai 2022 | HB Tórshavn  | 2 - 1    | AB Argir        |
| 18 mai 2022 | TB Tvøroyri  | 1 - 4    | 07 Vestur       |
| 18 mai 2022 | B36 Tórshavn | 0 - 2    | Víkingur Gøta   |

### Demi-finales
Le tirage au sort a eu lieu le 26 avril 2022 à Tórshavn au siège de la Fédération.
Les matchs aller se joueront le 7 septembre et les matchs retour un mois plus tard le 5 octobre.
| Équipe 1    | Résultat | Équipe 2      | Aller | Retour |
| ----------- | -------- | ------------- | ----- | ------ |
| KÍ Klaksvík | 6-2      | 07 Vestur     | 2-2   | 4-0    |
| HB Tórshavn | 2-3      | Víkingur Gøta | 2-2   | 0-1    |

### Finale
| 29 octobre 2022 | KÍ Klaksvík | 0 - 1   | Víkingur Gøta              | Tórsvøllur, Tórshavn |  |
| 20h00           |             | (0 - 0) | 85e (pen.) Sølvi Vatnhamar |                      |  |

### Classement des buteurs
| # | Buteur          | Club          | Buts |
| - | --------------- | ------------- | ---- |
| 1 | Páll Klettskarð | KÍ Klaksvík   | 5    |
| 1 | Sølvi Vatnhamar | Víkingur Gøta | 5    |